# Pachycerianthus insignis
Pachycerianthus insignis is een Cerianthariasoort uit de familie van de Cerianthidae. De wetenschappelijke naam van de soort is voor het eerst geldig gepubliceerd in 1951 door Carlgren.